# Corru S'Ittiri, stagno di S. Giovanni e Marceddì
Corru S'Ittiri, stagno di S. Giovanni e Marceddì este o arie protejată (arie de protecție specială avifaunistică — SPA) din Italia întinsă pe o suprafață de 2.652 ha, din care 86 % marine.

## Localizare
Centrul sitului Corru S'Ittiri, stagno di S. Giovanni e Marceddì este situat la coordonatele 39°42′09″N 8°31′41″E / 39.702511°N 8.528193°E.

## Înființare
Situl Corru S'Ittiri, stagno di S. Giovanni e Marceddì a fost declarat arie de protecție specială avifaunistică în iulie 2009 pentru a proteja 34 de specii de animale.

## Biodiversitate
Situată în ecoregiunea mediteraneană, aria protejată conține 13 habitate naturale: Tufărișuri termo-mediteraneene și de pre-deșert, Stepe sărăturate mediteraneene (Limonietalia), Dune mobile de-a lungul țărmului cu Ammophila arenaria („dune albe”), Galerii și tufărișuri riverane sudice (Nerio-Tamaricetea și Securinegion tinctoriae), Tufărișuri halofile mediteraneene și termo-atlantice (Sarcocornetea fruticosi), Pășuni mediteraneene udate de apa mării (Juncetalia maritimi), Salicornia și alte specii anuale care populează regiunile mlăștinoase și nisipoase, Pajiștile Spartina (Spartinion maritimae), Straturi cu Posidonia (Posidonion oceanicae), Lagune de coastă, Dune împădurite cu Pinus pinea și/sau Pinus pinaster, Bancuri de nisip acoperite în permanență slab de apă marină, Dune mobile cu vegetație embrionară.
La baza desemnării sitului se află mai multe specii protejate:
- păsări (30): pescăruș albastru (Alcedo atthis), fâsă-de-câmp (Anthus campestris), egretă mare (Ardea alba), stârc roșu (Ardea purpurea), rață roșie (Aythya nyroca), ciocârlie-cu-degete-scurte (Calandrella brachydactyla), bătăuș (Calidris pugnax), prundăraș de sărătură (Charadrius alexandrinus), erete de stuf (Circus aeruginosus), gușă vânătă (Cyanecula svecica), egretă mică (Egretta garzetta), pescăriță râzătoare (Gelochelidon nilotica), ciovlica roșcată (Glareola pratincola), piciorong (Himantopus himantopus), Hydrocoloeus minutus, stârc pitic (Ixobrychus minutus), Larus genei, sitar de mal nordic (Limosa lapponica), stârc de noapte (Nycticorax nycticorax), vultur pescar (Pandion haliaetus), Phoenicopterus ruber, lopătar (Platalea leucorodia), țigănuș (Plegadis falcinellus), ploier auriu (Pluvialis apricaria), Porphyrio porphyrio porphyrio, ciocântors (Recurvirostra avosetta), chiră de baltă (Sterna hirundo), chiră mică (Sternula albifrons), chiră de mare (Thalasseus sandvicensis), fluierar de mlaștină (Tringa glareola)
- nevertebrate (1): Papilio hospiton
- pești (1): Aphanius fasciatus
- reptile (2): Caretta caretta, țestoasa de baltă (Emys orbicularis)

Pe lângă speciile protejate, pe teritoriul sitului au mai fost identificate 29 de specii de plante, 74 de specii de păsări, 2 specii de amfibieni, 1 specie de nevertebrate, 5 specii de reptile.